# Miami Open 2011
Il Miami Open 2011 è stato un torneo di tennis giocato su campi in cemento. È stata la 27ª edizione del Miami Open, che faceva parte della categoria ATP World Tour Masters 1000 nell'ambito dell'ATP World Tour 2011, e della categoria Premier Mandatory nell'ambito del WTA Tour 2011. Sia il torneo maschile sia quello femminile si è giocato al Tennis Center at Crandon Park di Key Biscayne, vicino a Miami, dal 21 al 3 aprile 2011.

## Partecipanti ATP

### Teste di serie
| Giocatore              | Nazionalità | Ranking | Testa di serie* |
| ---------------------- | ----------- | ------- | --------------- |
| Rafael Nadal           | Spagna      | 1       | 1               |
| Novak Đoković          | Serbia      | 2       | 2               |
| Roger Federer          | Svizzera    | 3       | 3               |
| Robin Söderling        | Svezia      | 4       | 4               |
| Andy Murray            | Regno Unito | 5       | 5               |
| David Ferrer           | Spagna      | 6       | 6               |
| Tomáš Berdych          | Rep. Ceca   | 7       | 7               |
| Andy Roddick           | Stati Uniti | 8       | 8               |
| Fernando Verdasco      | Spagna      | 9       | 9               |
| Jürgen Melzer          | Austria     | 10      | 10              |
| Nicolás Almagro        | Spagna      | 12      | 11              |
| Stan Wawrinka          | Svizzera    | 13      | 12              |
| Michail Južnyj         | Russia      | 14      | 13              |
| Mardy Fish             | Stati Uniti | 15      | 14              |
| Jo-Wilfried Tsonga     | Francia     | 16      | 15              |
| Viktor Troicki         | Serbia      | 17      | 16              |
| Richard Gasquet        | Francia     | 18      | 17              |
| Marin Čilić            | Croazia     | 20      | 18              |
| Sam Querrey            | Stati Uniti | 21      | 19              |
| Albert Montañés        | Spagna      | 22      | 20              |
| Aleksandr Dolhopolov   | Ucraina     | 23      | 21              |
| Marcos Baghdatis       | Cipro       | 24      | 22              |
| Michaël Llodra         | Francia     | 25      | 23              |
| Guillermo García López | Spagna      | 26      | 24              |
| Gilles Simon           | Francia     | 27      | 25              |
| Juan Ignacio Chela     | Argentina   | 28      | 26              |
| Thomaz Bellucci        | Brasile     | 30      | 27              |
| Ernests Gulbis         | Lettonia    | 31      | 28              |
| Philipp Kohlschreiber  | Germania    | 32      | 29              |
| John Isner             | Stati Uniti | 33      | 30              |
| Milos Raonic           | Canada      | 34      | 31              |
| Juan Mónaco            | Argentina   | 35      | 32              |

* Le teste di serie sono basate sul ranking al 21 marzo 2011.

### Altri partecipanti
I seguenti giocatori hanno ricevuto una wild-card per il tabellone principale:
- James Blake
- Ryan Harrison
- Milos Raonic
- Jack Sock
- Bernard Tomić

I seguenti giocatori sono entrati nel tabellone principale passando dalle qualificazioni:

- Alex Bogomolov Jr.
- Paul Capdeville
- Grigor Dimitrov
- Marsel İlhan
- Robert Kendrick
- Igor' Kunicyn
- Paolo Lorenzi
- Olivier Rochus
- Michael Russell
- Rainer Schüttler
- Ryan Sweeting
- Donald Young

### Infortunati
- David Nalbandian (ernia)
- Tommy Robredo (adduttore)
- Gaël Monfils (polso sinistro)

## Partecipanti WTA

### Teste di serie
| Giocatrice                  | Nazionalità | Ranking | Testa di serie* |
| --------------------------- | ----------- | ------- | --------------- |
| Caroline Wozniacki          | Danimarca   | 1       | 1               |
| Kim Clijsters               | Belgio      | 2       | 2               |
| Vera Zvonarëva              | Russia      | 3       | 3               |
| Samantha Stosur             | Australia   | 4       | 4               |
| Francesca Schiavone         | Italia      | 5       | 5               |
| Jelena Janković             | Serbia      | 6       | 6               |
| Li Na                       | Cina        | 7       | 7               |
| Viktoryja Azaranka          | Bielorussia | 9       | 8               |
| Agnieszka Radwańska         | Polonia     | 10      | 9               |
| Shahar Peer                 | Israele     | 12      | 10              |
| Svetlana Kuznecova          | Russia      | 13      | 11              |
| Petra Kvitová               | Rep. Ceca   | 14      | 12              |
| Flavia Pennetta             | Italia      | 15      | 13              |
| Kaia Kanepi                 | Estonia     | 16      | 14              |
| Marion Bartoli              | Francia     | 17      | 15              |
| Marija Šarapova             | Russia      | 18      | 16              |
| Anastasija Pavljučenkova    | Russia      | 19      | 17              |
| Nadia Petrova               | Russia      | 20      | 18              |
| Ana Ivanović                | Serbia      | 21      | 19              |
| Aravane Rezaï               | Francia     | 22      | 20              |
| Andrea Petković             | Germania    | 23      | 21              |
| Alisa Klejbanova            | Russia      | 24      | 22              |
| Yanina Wickmayer            | Belgio      | 25      | 23              |
| Marija Kirilenko            | Russia      | 26      | 24              |
| Dominika Cibulková          | Slovenia    | 27      | 25              |
| Alexandra Dulgheru          | Romania     | 28      | 26              |
| María José Martínez Sánchez | Spagna      | 29      | 27              |
| Jarmila Groth               | Australia   | 30      | 28              |
| Daniela Hantuchová          | Slovenia    | 31      | 29              |
| Lucie Šafářová              | Rep. Ceca   | 32      | 30              |
| Cvetana Pironkova           | Bulgaria    | 33      | 31              |
| Klára Zakopalová            | Rep. Ceca   | 34      | 32              |

* Le teste di serie sono basate sul ranking al 7 marzo 2011.

### Altre partecipanti
Le seguenti giocatrici hanno ricevuto una wild-card per il tabellone principale:
- Sorana Cîrstea
- Sabine Lisicki
- Madison Keys
- Dinara Safina
- Coco Vandeweghe
- Heather Watson

Le seguenti giocatrici sono entrate nel tabellone principale passando dalle qualificazioni:

- Chan Yung-jan
- Jelena Dokić
- Jamie Hampton
- Lucie Hradecká
- Vesna Manasieva
- Sania Mirza
- Ksenija Pervak
- Arantxa Rus
- Sloane Stephens
- Anna Tatišvili
- Nastas'sja Jakimava
- Zhang Shuai

### Infortunate
- Serena Williams (piede, embolia polmonare)
- Venus Williams (addominali)

## Punti e montepremi

### Distribuzione punti
| Turno                 | Singolare maschile | Doppio maschile | Singolare femminile | Doppio femminile |
| --------------------- | ------------------ | --------------- | ------------------- | ---------------- |
| Campioni              | 1000               | 1000            | 1000                | 1000             |
| Finalisti             | 600                | 600             | 700                 | 700              |
| Semifinalisti         | 360                | 360             | 450                 | 450              |
| Eliminati ai quarti   | 180                | 180             | 250                 | 250              |
| Eliminati agli ottavi | 90                 | 90              | 140                 | 140              |
| Eliminati al 3º turno | 45                 | 45              | 80                  | 80               |
| Eliminati al 2º turno | 25 (10)            |                 | 50                  |                  |
| Eliminati al 1º turno | 10                 | –               | 5                   | –                |
| Qualificati           | 12                 | –               | 30                  | –                |

### Montepremi
Il montepremi totale del torneo di $4 500 000.
| Turno                       | Singolare maschile | Doppio maschile | Singolare femminile | Doppio femminile |
| --------------------------- | ------------------ | --------------- | ------------------- | ---------------- |
| Campioni                    | $611 000           | $200 200        | $700 000            | $237 000         |
| Finalisti                   | $298 200           | $97 700         | $350 000            | $118 500         |
| Semifinalisti               | $149 450           | $49,970         | $150 000            | $51 000          |
| Eliminati ai quarti         | $76,195            | $24,960         | $64 700             | $22 000          |
| Eliminati agli ottavi       | $40,160            | $13,160         | $32 000             | $11 500          |
| Eliminati al 3º turno       | $21,495            | $7,040          | $18,740             | $4 000           |
| Eliminati al 2º turno       | $11,605            | –               | $11 500             | –                |
| Eliminati al 1º turno       | $7 115             | –               | $7 050              | –                |
| Ultimo turno qualificazioni | $2,120             | –               | $2 100              | –                |
| 1º turno qualificazioni     | $1,085             | –               | $1 050              | –                |

## Campioni

### Singolare maschile
Novak Đoković ha battuto in finale  Rafael Nadal per 4–6, 6–3, 7–6(4)
- Per Đoković è il quarto titolo dell'anno, il 22° in carriera. Il serbo è ancora imbattuto fino a questo punto della stagione.

### Singolare femminile
Viktoryja Azaranka ha battuto in finale  Marija Šarapova con il punteggio di 6–1, 6–4
- È il primo titolo dell'anno per Azarenka, il sesto in carriera, il secondo a Miami dopo quello del 2009.

### Doppio maschile
Mahesh Bhupathi /  Leander Paes hanno battuto in finale  Maks Mirny /  Daniel Nestor con il punteggio di 6(5)–7, 6–2, [10–5]

### Doppio femminile
Daniela Hantuchová /  Agnieszka Radwańska hanno battuto in finale  Liezel Huber e  Nadia Petrova per 7–6(5), 2–6, 10-8.